# Rosalie (musique)
Pour les articles homonymes, voir Rosalie.
En harmonie tonale, une rosalie est un procédé de composition consistant à répéter avec exactitude un motif mélodique sur des degrés successifs sans modification d'intervalles. Le nom provient du début du texte d'une chanson populaire italienne qui est construite suivant ce procédé : Rosalia, mia cara.
À l'origine, et comme dans la chanson populaire, la rosalie désigne précisément une marche harmonique à la seconde majeure supérieure.
Dans cette configuration, la technique est souvent utilisée dans la musique populaire, de sorte que le terme revêt parfois une connotation péjorative, comme c'est le cas dès le XVIIIe siècle, où elle désigne un « procédé de composition facile et schématique », correspondant notamment à l'allemand Schusterfleck ou à l'anglais cobbler's patch, étant assimilé à une reprise trop systématique d'un fragment mélodique transposé. Pratiqué de manière polyphonique, le procédé peut aussi provoquer des quintes ou des octaves parallèles, déconseillées en écriture traditionnelle,.
De ce côté « facilité d'écriture », les musicologues Claude Abromont et Eugène de Montalembert considèrent qu'il « est possible d'assimiler au procédé de la rosalie les transpositions au demi-ton supérieur, dont le but est de relancer l'intérêt de l'auditeur lors des ad-libitum qui terminent certaines chansons populaires et dont il a parfois été abusé ».
Dans la musique classique, ce procédé, qui relève de l'imitation, est employé avec précaution et généralement sans que la tonalité en soit affectée. Utilisé avec maîtrise, il peut entraîner une grande puissance dramatique et faire office de point culminant, comme pratiqué par Georg Friedrich Haendel dans le chœur « King of Kings » dans l'Allelujah de son Messiah (1741), ou créer une impression de tonalité délicatement insaisissable, comme pratiqué par un contrapuntiste de la trempe de Mozart dans le premier mouvement de sa Symphonie « Jupiter » ou dans le finale de son Quatuor à cordes K. 575,.

## Exemples
- Bach, Le Clavier bien tempéré Livre I (1720) : fugue IV mesures 36 à 40.
- Schumann, Symphonie no 4 (1841) : Scherzo du Trio
- Mendelssohn, Le Songe d'une nuit d'été (1842) : solo de flûte du Scherzo.
- Gounod, Faust (1859), acte III : cavatine  Salut, demeure chaste et pure
- Wagner,  Les Maîtres chanteurs (1868), acte III, scène 5 : début de la danse des apprentis[5].